# My Son Is Guilty
My Son Is Guilty (br Ironia da Sorte) é um filme policial dos Estados Unidos de 1939, estrelado por Bruce Cabot com Glenn Ford e dirigido por Charles Barton.

## Elenco
- Bruce Cabot ... Ritzy Kerry
- Julie Bishop ... Julia Allen
- Glenn Ford ... Barney
- Harry Carey ... Tim Kerry
- Edgar Buchanan ... Dan, Bartender
- Wynne Gibson ... Claire Morelli
- Bruce Bennett ... Lefty
- Don Beddoe ... Duke Mason
- Dick Curtis ... Monk